# Xenotilapia rotundiventralis
Xenotilapia rotundiventralis es una especie de peces de la familia Cichlidae en el orden Perciformes.

## Morfología
Los machos pueden llegar alcanzar los 5,3 cm de longitud total.

## Distribución geográfica
Es un endemismo del lago Tanganika (Isla Nkumbula, Zambia).